# Ásgeir Ásgeirsson
Ásgeir Ásgeirsson (Kóranesi á Mýrum, 1894. május 13. – Reykjavík, 1972. szeptember 15.) izlandi politikus, 1932 és 1934 között miniszterelnök, majd 1952-től 1968-ig az ország második köztársasági elnöke.

## Élete

Izland elnökének címere

1894. május 13-án született Ásgeir Eyþórsson és Jensína Björg Matthíasdóttir fiaként. Édesapja először kereskedőként, majd könyvelőként tevékenykedett, édesanyja háztartásbeli volt.
Iskoláit 1912-ben fejezte be, ezt követően teológiát hallgatott az Izlandi Egyetemen, Reykjavíkban, melyet 1915-ben kitüntetéssel végzett el. Ezt követően még két évig folytatott tanulmányokat Koppenhágában és Upssalában. 1961-ben a Manitoba Egyetem, majd hat évvel később az Edinburgh-i Egyetem is díszdoktorává avatta.
Fiatal korában úszást oktatott, a püspök titkáraként tevékenykedett, volt tanár és művelődési menedzser is.
1917-ben feleségül vette Dóra Þórhallsdóttirt, Izland püspökének, Þórhallur Bjarnarson-nak a lányát. Dóra bátyja, Tryggvi Þórhallsson 1927 és 1932 között az Izlandi Királyság miniszterelnöke volt. A házaspárnak három gyermeke született:  Þórhallur (1919), Vala (1921) és Björg (1925).
1923-ban a Haladó Párt színeiben az izlandi parlament, az Althing képviselőjévé választották. Mandátumát egészen 1952-ig, köztársasági elnökké választásáig megtartotta. 1930-ban az Althing 1000. jubileumi ünnepségén a törvényhozás elnökeként szólalt fel. Egy évvel később pénzügyminiszterré nevezték ki, 1932-ben pedig az Izlandi Királyság hatodik miniszterelnökévé választották. 1934-ben távoznia kellett posztjáról és a pártját is otthagyta. Később a Szociáldemokrata Párt tagja lett. 1938-tól egy izlandi bank, az Útvegsbanki Íslands vezérigazgatója volt elnökké választásáig.
Sveinn Björnsson, az Izlandi Királyság egykori régense és az Izlandi Köztársaság első elnöke 1952-ben hunyt el. Az elnöki posztra Ásgeir is jelentkezett. Fő ellenfele Bjarni Jónsson volt, Reykjavík székesegyházának lelkésze, akit a kormányzó Függetlenségi Párt és a Haladó Párt is támogatott. A választás rendkívül szoros volt; Ásgeir 46,7%-ot, míg Bjarni 44,1%-ot szerzett. A harmadik jelölt, Gísli Sveinsson mindössze 6%-ot kapott. Később sokan megtámadták az eredményt és csalást gyanítottak. Ez viszont nem nyert bizonyítást.
Még három alkalommal választották újra. Nem sokkal negyedik ciklusának kezdete után felesége meghalt leukémiában. Ásgeir ekkor döntötte el, hogy nem indul többet az elnöki tisztségért. Sokáig úgy tűnt a közvélemény-kutatások szerint, hogy veje, Gunnar Thoroddsen követi majd az államfői székben, ám végül elvesztette a választást Kristján Eldjárn-nal szemben.
1955-ben megkapta a Német Szövetségi Köztársaság Érdemrendjének Nagykeresztjét.
1972. szeptember 15-én hunyt el Reykjavíkban.